# 브루누 헤젠지
브루누 모사 지 헤젠지(포르투갈어: Bruno Mossa de Rezende, 1986년 7월 2일~)는 브라질의 배구 선수로 포지션은 세터이다. 주로 브라질과 이탈리아에서 활동했으며, 현재 이탈리아 리그의 모데나 볼리와 브라질 대표팀의 일원으로 활동하고 있다. 
브라질의 전설적인 배구 감독인 베르나르두 헤젠지의 아들이며 세계에서 가장 뛰어난 배구 선수이자 세터 중 한 명이다. 브라질 리그 우승 6회(2004, 2006, 2008, 2009, 2010, 2013), 이탈리아 리그 우승 2회(2016, 2019)를 달성했으며, 브라질 국가대표로서 올림픽에서 금메달 1개(2016), 은메달 2개(2008, 2012)를 획득했다. 또한 2010년 세계 선수권 대회 우승, 월드그랜드챔피언스컵 3회 우승(2009, 2013, 2017), 남아메리카 선수권 대회 7회 우승(2007, 2009, 2011, 2013, 2015, 2017, 2021), 월드리그 2회 우승(2009, 2010), 팬아메리칸 게임 2회(2007, 2011) 우승했다.